# Altenahr
Altenahr é um município da Alemanha localizada no distrito de Ahrweiler, na associação municipal de Verbandsgemeinde Altenahr, no estado da Renânia-Palatinado.

## População da Cidade
| - 1815: 893 - 1835: 1066 - 1871: 1140 - 1905: 1305 - 1939: 1737 - 1950: 1915 | - 1961: 2032 - 1965: 2148 - 1970: 2088 - 1975: 1979 - 1980: 1743 - 1985: 1603 | - 1987: 1758 - 1990: 1749 - 1995: 1803 - 2000: 1700 - 2005: 1668 |

## Política
Cadeiras ocupadas no município
|      | SPD | CDU | FWG | Total       |
| 2009 | 4   | 9   | 3   | 16 cadeiras |
| 2004 | 3   | 11  | 2   | 16 cadeiras |